# Situbuh-Tubuh
Situbuh-Tubuh is een bestuurslaag in het regentschap Aceh Singkil van de provincie Atjeh, Indonesië. Situbuh-Tubuh telt 487 inwoners (volkstelling 2010).